# ژرژ دیدی-اوبرمان
ژرژ دیدی-اوبرمان ۱۳ ژوئن ۱۹۵۳ – )، عضو آکادمی بریتانیا، فیلسوف مطالعات تاریخ هنر اهل فرانسه است.

## زندگی‌نامه
ژرژ دیدی-اوبرمان در ۱۳ ژوئن ۱۹۵۳ در سن-اتین به دنیا آمد. او از جمله پژوهشگران آکادمی فرانسه در رم (ویلا مدیچی) و پژوهشگر مقیم بنیاد برنزون ویلا ای تاتی در فلورانس بوده‌است. از سال ۱۹۹۰ به این سوی، وی در مدرسه عالی مطالعات علوم اجتماعی تدریس می‌کند.